# Aglaophon der Ältere
Aglaophon (griechisch Ἀγλαοϕῶν Aglaophṓn) war ein antiker griechischer Maler aus Thasos, der an der Wende vom 6. zum 5. Jahrhundert v. Chr. wirkte und noch zur Zeit der Perserkriege aktiv war. Er war Vater und Lehrer des berühmten Malers Polygnotos und des Aristophon.
Von seinem Wirken ist nur sehr wenig sicheres überliefert, zumal es einen jüngeren Maler gleichen Namens, vermutlich der Enkel des Aglaophon, gab und die Zuweisung mit dem Namen verbundener Werke an die beiden Maler bisweilen nur unter Vorbehalt möglich ist. Nach Quintilian waren seine Gemälde wie die seines Sohnes Polygnot simplex color, also von einfacher Farbgebung. Sie waren dennoch nicht nur wegen ihres Alters sehenswert, sondern wurden trotz ihrer einfachen Farbgebung von manchen den vollkommeneren Werken späterer Künstler vorgezogen. Worauf sich dieses Urteil stützt, ist nicht zu erschließen. An Werken ist lediglich eine Nike, die er als erster Maler mit Flügeln versah, aus der schriftlichen Überlieferung bekannt.